# Cleistopholis staudtii
Cleistopholis staudtii är en kirimojaväxtart som först beskrevs av Adolf Engler och Friedrich Ludwig Diels, och fick sitt nu gällande namn av Adolf Engler och Friedrich Ludwig Diels. Cleistopholis staudtii ingår i släktet Cleistopholis, och familjen kirimojaväxter. IUCN kategoriserar arten globalt som sårbar. Inga underarter finns listade i Catalogue of Life.